# Christiane Scrivener
Christiane Scrivener (n. 1 septembrie 1925, Mulhouse, Franța – d. 8 aprilie 2024, Boulogne-Billancourt, Franța) a fost o politiciană franceză, membră al Parti républicain a lui Valéry Giscard d'Estaing (înlocuit acum de Democratie libérale a lui Alain Madelin).

## Viața și cariera
Christiane Scrivener s-a născut la Mulhouse, Franța, la 1 septembrie 1925.
Scrivener a fost secretară de stat pentru comerț și pentru protecția consumatorilor între 1976 și 1978, mai întâi în cabinetul lui Jacques Chirac și apoi în cabinetul lui Raymond Barre. În această calitate, ea a condus mai multe modificări legislative, inclusiv o Lege pentru protejarea informațiilor consumatorilor cu privire la produse și servicii (Loi sur la protection et l'information des consommateurs de produits et de services, 1978), cunoscută sub numele de Loi Scrivener.
Scrivener a fost apoi aleasă deputată în Parlamentul European (1979–1984).
În 1989 a devenit Comisarul Comunităților Europene pentru taxe, armonizarea veniturilor și politicile consumatorilor în cadrul Comisiei Delors, funcție pe care a păstrat-o până în 1995.
Christiane Scrivener a murit pe 8 aprilie 2024, la vârsta de 98 de ani.